# Saint-Dolay
Saint-Dolay is een gemeente in het Franse departement Morbihan (regio Bretagne). De plaats maakt deel uit van het arrondissement Vannes. De gemeente telde 2.636 inwoners op 1 januari 2022.

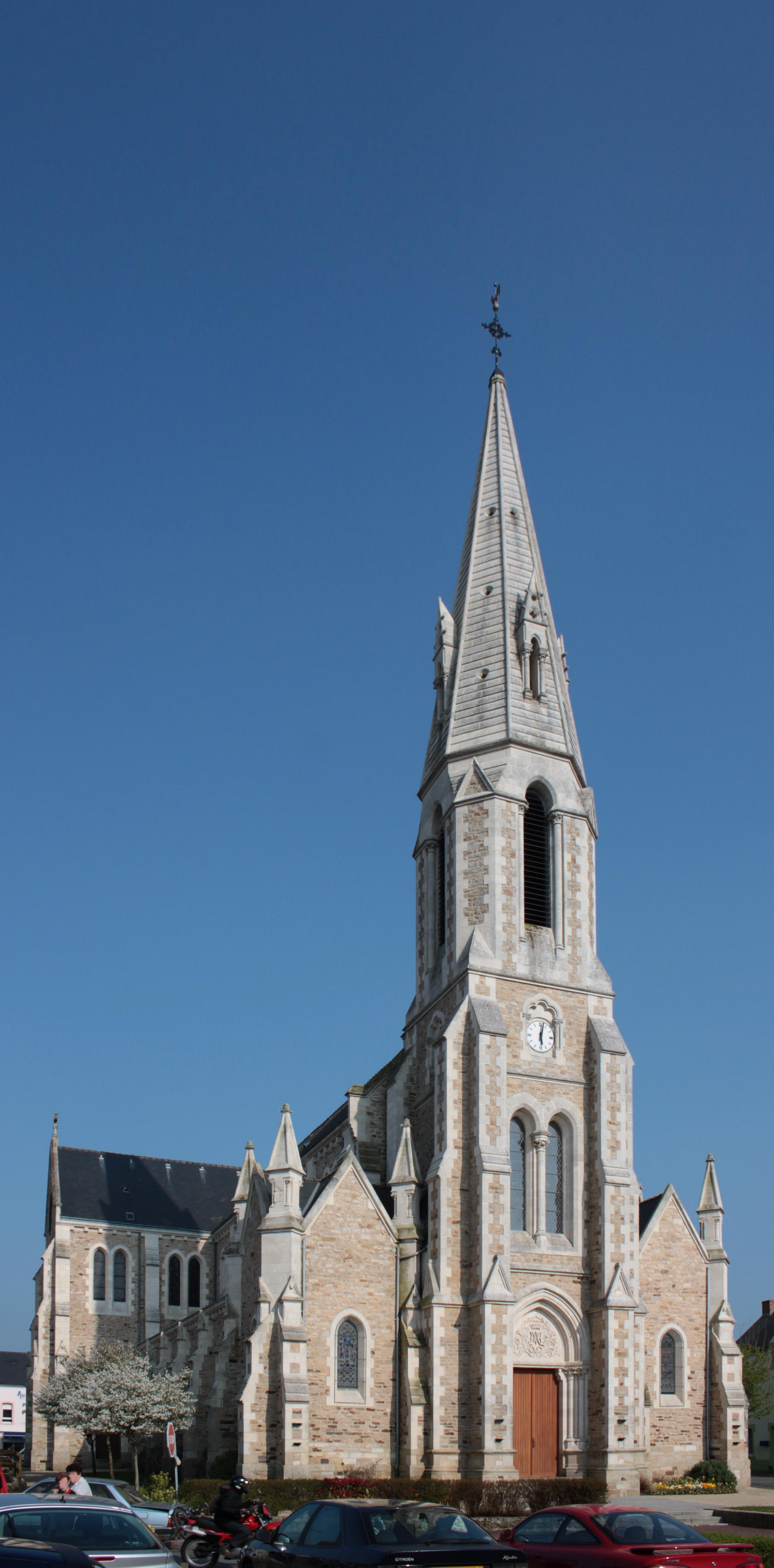
Kerk van Saint-Dolay
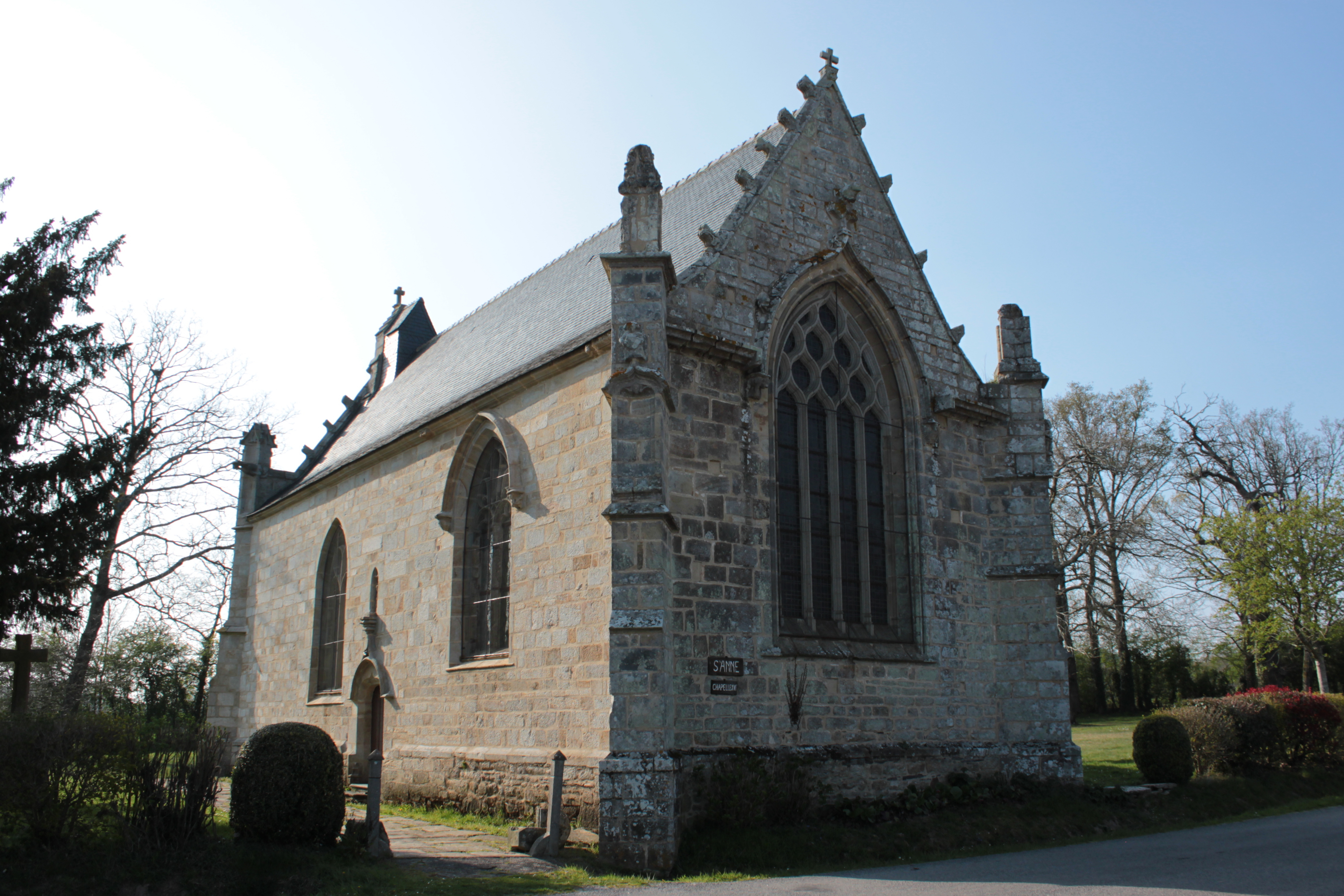
Kapel Sainte-Anne

## Geografie
De oppervlakte van Saint-Dolay bedroeg op 1 januari 2022 48,26 vierkante kilometer; de bevolkingsdichtheid was toen 54,6 inwoners per km².

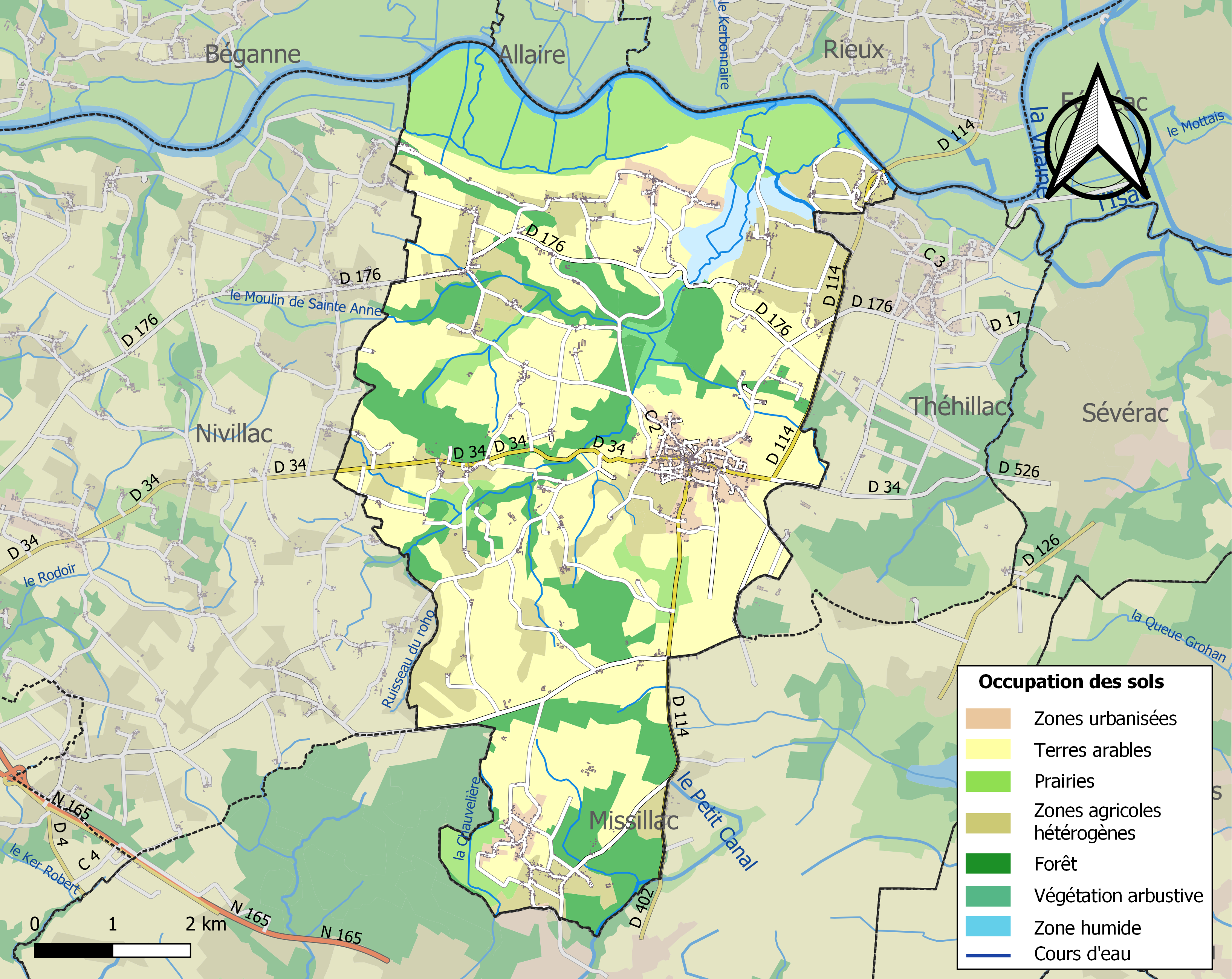
Kaart van de gemeente met de belangrijkste infrastructuur, bodemgebruik en omliggende gemeenten

## Demografie
Onderstaande figuur toont het verloop van het inwonertal (bron: INSEE-tellingen).